# Onzy Matthews
Onzy Durrett Matthews jr. (Fort Worth, 15 januari 1930 – Dallas (Texas), 13 november 1997) was een Amerikaanse jazzzanger, -pianist, -arrangeur, -componist en (televisie en film)acteur. Hij is vooral bekend van de bigband-arrangementen, die zijn gemaakt voor de Lou Rawls-albums Black and Blue en Tobacco Road, evenals arrangementen voor verschillende Ray Charles-publicaties uit de jaren 1960. Hij had jarenlang zijn eigen bigband en nam talloze nummers op voor Capitol Records, waaronder twee albums die onder zijn eigen naam werden uitgebracht. Later had hij een nauwe band met het Duke Ellington-orkest, waar hij tot eind jaren 1960 en 1970 als pianist, arrangeur en dirigent werkte.

## Biografie

### Vroege dagen en verhuizing naar Los Angeles
Onzy Durrett Matthews jr. werd geboren op 15 januari 1930 als zoon van Onzy Matthews en Leola Jones in Fort Worth, Texas. Hij groeide op in Dallas tot zijn vroege tienerjaren, toen zijn moeder naar Los Angeles verhuisde op zoek naar beter betaald werk. Zijn vroege blootstelling aan muziek was door te zingen in een kerkelijk gospelkoor. Matthews wist al vroeg dat hij muzikant wilde worden. Hij studeerde op 16-jarige leeftijd af van de middelbare school en wilde vooral zanger worden. Begin jaren 1950 schreef hij zich in aan het Westlake College of Music in Hollywood en studeerde zang, gehoortraining en harmonie. Net als de Berklee School of Music waren zij voorstanders van het Schillinger-systeem. Hij deed auditie bij bandleider Les Brown als arrangeur. Brown hielp Matthews zich te concentreren op wat hij in een arrangement moest houden dat werkt en wat hij moest weggooien.

### Eerste breaks met Dexter Gordon en Curtis Amy
In 1959 nam Matthews contact op met Dexter Gordon, die destijds een prominente rol speelde in het jazzcircuit in Los Angeles. Matthews eerste bigband werd opgericht met de hulp van Gordon en mede-saxofonist Curtis Amy. De band begon met een boek met 21 hitlijsten van Matthews en oefende op woensdagavond 5 maanden lang totdat ze eindelijk optredens in de omgeving boekten. De band was een conglomeraat van all-star jazz-/studioartiesten uit Los Angeles, die onmiddellijk de voorkeur gaven aan het spelen van Matthews inventieve, op blues gebaseerde orkestraties. De eerste spelers die door zijn band kwamen, waren Gordon, Amy, Sonny Criss, Jack Sheldon, Carmell Jones en Red Mitchell. Curtis Amy nam in 1961 en 1962 twee originele nummers van Matthews op op zijn lp's Meetin' Here en Way Down bij Pacific Jazz Records. Dexter Gordon nam Matthews originele song Very Saxily Yours op voor zijn lp Gettin' Around bij Blue Note Records, maar het nummer werd pas 25 jaar later uitgebracht op de heruitgave van de cd. Matthews werd in Los Angeles bekend als een bedreven arrangeur en muzikaal leider. Zijn eerste professionele arrangementen kwamen in die tijd binnen bij Lionel Hampton, Della Reese, Ruth Price en Gene McDaniels. Het eerste nummer van Matthews dat commercieel werd opgenomen was in 1956, toen klarinettist Maurice Meunier, die met Lionel Hampton had gespeeld, in Frankrijk opnamen maakte. Meunier had een exemplaar van Matthews Blues for the Reverend gekregen door zijn samenwerking met de Hampton-band het jaar ervoor.

### Rassendiscriminatie en problemen met platenmaatschappijen
Net als andere zwarte jazzartiesten uit die tijd, zoals Billy Eckstine en Nat King Cole, was het voor Matthews bijzonder moeilijk om vooroordelen en kleurbarrières te doorbreken. Hij werd geconfronteerd met een agent die een geheel blanke groep inhuurde voor een show in Las Vegas (Nevada), in plaats van de gemengde band van Matthews. Zijn frustratie strekte zich uit tot A&R-vertegenwoordigers van Decca Records, Columbia Records en Capitol Records, die het geluid van de band en zijn muziek leuk vonden, maar hun bezorgdheid uitten, nadat ze de raciaal gemengde band persoonlijk hadden gezien.

### Onzy Matthews Big Band
Matthews band vond begin jaren 1960 werk als een bigband in Los Angeles. De meeste van zijn spelers werden gedeeld, afgewisseld met de bigband van Gerald Wilson (een andere bigband met gemengd ras) om het weekend in het Metro Theatre in Los Angeles te spelen. De band had ook een langlopend optreden op maandagavond in de Virginia Club in Los Angeles. Spelers van Matthews bigbands en opnamen in Los Angeles waren onder meer Bud Brisbois, Curtis Amy, Bobby Bryant, Dick Hyde, Teddy Edwards, Earl Palmer, Jay Migliori, Conte Candoli, Richard 'Groove' Holmes, Horace Tapscott, Gabe Baltazar, Joe Maini, Ollie Mitchell, Herb Ellis, Carmell Jones, Sonny Criss en Jack Nimitz. Deze omvatten zowel zwarte als blanke studiomuzikanten, wat een probleem vormde totdat Matthews een contract tekende bij Capitol Records en samenwerkte met de veel jongere producent Nick Venet. Zangers voor wie Matthews optrad en schreef tijdens hun reguliere live-optredens, waren onder meer Ruth Price, Jimmy Witherspoon, Big Miller en June Eckstine.

### Doorbraak met Lou Rawls en Capitol Records
Lou Rawls tekende begin 1961 bij Capitol Records en had eindelijk een doorbraak van hits met Les McCann en het album Stormy Monday. Nick Venet had de leiding over Lou Rawls en stelde hem voor aan Matthews. In augustus 1962 namen ze 13 nieuwe nummers op, gearrangeerd door Matthews, met Rawls unieke, resonerende baritonstem. Elf van die nummers zouden Rawls lp Black and Blue omvatten, die vanaf april 1963 drie weken lang in de Billboard stond en #130 bereikte. Beide mannen waren in juli en augustus 1963 terug in de studio van Capitol om meer nummers op te nemen, die het album Tobacco Road van Rawls vormden. Beide albums werden opnieuw uitgegeven in 1969 op de Capitol-publicatie Close-Up, die vanaf augustus 1969 drie weken lang in de Billboard-hitlijst stond, met een piek op #191. De band voor de twee Rawls lp's is in wezen de bezetting van de Onzy Matthews bigband uit die tijd. Matthews stijl van arrangeren paste perfect bij Rawls, maar het paar kwam niet samen voor andere publicaties voor Capitol. Twee andere sets singlesessies met Rawls uit 1963 zijn nooit uitgebracht. Matthews band bleef Lou Rawls steunen op live concerten en evenementen tijdens de late jaren 1960.
Een tweede spraakmakende Matthews-arrangeeropdracht in deze periode was voor Jac Holzman, die hem gebruikte om de traditionele jazzensemble-nummers te arrangeren voor Judy Henske's debuut-lp uit 1963 voor Elektra Records. Matthews werd uiteindelijk door Venet gecontracteerd bij Capitol en zijn eerste lp Non-Stop Jazz Samba werd opgenomen in februari 1963. Het album is echter niet uitgebracht. Het heeft drie verschillende bezettingen van ensembles, met zijn bigband als kern. Matthews toonde zijn bedrevenheid in een breed scala aan schrijven. De nummers lijken een beetje op Quincy Jones' album Big Band Bossa Nova uit 1962, uitgebracht door Mercury Records. Er zijn andere ongepubliceerde jazzsessies, die Matthews vanaf deze tijd heeft gearrangeerd met Dupree Bolton voor Pacific Jazz Records en nummers met Richard 'Groove' Holmes, die zijn opgenomen bij Capitol. Later liet Holmes Matthews alle nummers arrangeren voor zijn eigen publicatie Book of Blues: Volume I in 1964 voor Warner Bros. Records, ondersteund door Matthews bigband. Matthews schreef meer hitlijsten en leverde dezelfde band op Holmes publicatie A Bowl of Soul in november 1966, ook bij Warner Bros. Records. In januari 1964 nam Matthews zijn eerste commercieel uitgebrachte lp op onder zijn eigen naam met Capitol: Blues with a Touch of Elegance. Hoewel het geen financieel succes was, staat de lp bij musici en muziekcritici algemeen bekend als een meesterwerk van het componeren en arrangeren van jazz. De eerste recensie van Billboard was buitengewoon positief en plaatste het in de categorie «Jazz: Special Merit». Lefty Louie/Blues Non-Stop, een door stemmen gesteund kwartet, werd ook opgenomen tijdens deze sessies en werd als single uitgebracht bij het Capitol-label.
In juli 1964 werd het volgende Capitol-album Sounds of the '60s van Matthews opgenomen, maar het kwam pas in het voorjaar van 1966 uit. De lp is niet zo'n samenhangend project als de eerste publicatie en kreeg niet dezelfde bekendheid als Blues With a Touch of Elegance. De eerste Billboard-recensie was vrij positief, maar hielp niet bij het stimuleren van de verkoop van een lp, die tegen de tijd van de vertraagde publicatie als passé werd beschouwd. In oktober 1966 kreeg Matthews de opdracht om voor Esther Phillips te schrijven. Zijn nummers werden live opgenomen in 1970 en verschenen op de Atlantische publicatie Confessin' the Blues, een van Phillips beste opnamen. De Phillips-uitgave is vaak ten onrechte als opgenomen in 1976 bestempeld vanwege de herverpakking als compilatie. Opnieuw steunt Matthews bigband de primaire artiest. Zijn andere arrangementen voor opnamen waren onder meer werk voor Herb Alpert en Curtis Amy's lp The Sounds of Broadway/The Sounds of Hollywood uit 1965 voor Palomar Records. Hij schreef wat voor de bigband van Lloyd Price en ook voor de Jazz with Steve KTLA T.V.-show uit Los Angeles in 1963. Vanaf dat moment waren er geen publicaties meer van Matthews als leider voor Capitol of een ander platenlabel. Er werd veel opgenomen met Capitol en uiteindelijk voor het eerst uitgebracht op de Mosaic Select 29 cd-set in 2007. Matthews stond bekend als zanger, maar de enige documentatie hiervan staat op de Mosaic-set uit 2007. Producent Michael Cuscuna vond drie nummers die Matthews tijdens deze periode opnam in juli en oktober 1964, waar hij zijn zang overdubde, terwijl hij frontman was van zijn bigband. Deze waren nooit uitgegeven voordat de Mosaic-set werd geproduceerd. De bigband van Onzy Matthews werd veel meer opgenomen op publicaties van andere artiesten, voornamelijk achtergrondzangers, dan onder zijn eigen naam.

### Ray Charles en andere geschriften
In het midden van de jaren 1960 was Matthews in staat om zijn eerdere succes met arrangeren om te buigen in het aanbieden van talrijke arrangementen met zanger Ray Charles. Al deze nummers zijn opgenomen voor ABC-Paramount Records. In maart en juni 1965 werden twee arrangementen van Matthews opgenomen op Charles lp Country & Western meets Rhythm & Blues. Hij had één arrangement op het album Moods van Ray uit 1966 en nog drie op Charles Cryin' Time. Beide lp's uit 1966 waren behoorlijk succesvol en kwamen in de Billboard-hitlijsten. Een laatste notering voor Ray Charles werd gemaakt voor de single That's All I Am To You. Matthews arrangement van Driftin' Blues op Cryin' Time staat bekend als een hoogtepunt met een gitaarsolo van Ray Crawford. Meer schrijfopdrachten gedurende deze tijd waren onder meer het regelen van tv-shows, zoals de CBS-special It's What's Happening, Baby! van 29 juni 1965 met tal van hedendaagse popacts.

### Acteercarrière
Matthews werkte voor het eerst in de nachtclubs van Los Angeles als zanger in de jaren 1950 en werd bekend als een persoonlijkheid. Hij had zijn eerste tv-optreden in het KLAC-tv-programma Hollywood On Television, gepresenteerd door Al Jarvis, waar hij in duet zong met co-presentator Betty White (haar eerste tv-werk). Hij begon ook te acteren in Hollywood. Matthews was lang, knap en sprak heel goed. Hij verscheen in juli 1965 in het NBC Kraft Suspense Theater aflevering Connery's Hand en ook de 14 februari 1966 aflevering In Search of April van Run for Your Life met in de hoofdrol Ben Gazzara, die ook op NBC draaide.

### Duke Ellington, Parijs, laatste verhuizing naar Dallas
Matthews en zijn band gingen in 1966 op een tournee van drie weken voor Capitol Records om zijn tweede lp voor het label te promoten (Sounds of the '60s!). Tijdens een stop in New York ontmoette hij Mercer Ellington en werd als gevolg daarvan vervanger aan de piano voor Duke Ellington, die in slechte gezondheid verkeerde. Hij ondernam in de jaren 1970 verschillende samenwerkingen met het Duke Ellington Orchestra als arrangeur. Hij schreef samen met Ellington de niet-opgenomen compositie Just a Gentle Word from You Will Do. Na de dood van Duke Ellington in 1974 had Matthews uiteindelijk een meningsverschil met Mercer Ellington in 1979 en later moest hij een loonconflict met de zoon van Ellington beslechten als gevolg van Matthews niet-genoemde arrangementen op de Musicmasters Records-cd Only God Can Make A Tree uit 1996. In de jaren 1970 arrangeerde Matthews muziek op lp's voor Earl Hines en Roy Ayers. Hij werkte ook aan televisiemuziek voor Paul Anka. In die tijd verhuisde hij tussen New York, Dallas en Seattle en werkte hij ooit voor Sheraton Resorts op de Maagdeneilanden, Aruba en Curaçao als solopianist en zanger. Ontgoocheld door een groot deel van het muziekcircuit, verhuisde Matthews in 1979 naar Parijs en richtte een ander jazzorkest op. Van daaruit werkte hij als componist, arrangeur en acteur en speelde hij in de film Dingo uit 1991 de trompettist Caesar, samen met Miles Davis.
Matthews keerde in 1993 terug naar New York na een financieel verwoestende operatie aan prostaatkanker. Mercer Ellington bood Matthews werk aan voor de Sacred Concert-muziek van zijn vader als arrangeur. Matthews droeg ook bij aan strijkarrangementen voor het I'm Glad There Is You-album van Vanessa Rubin voor RCA Novus gedurende deze tijd. Aangespoord door de dood van zijn moeder, verhuisde hij in 1994 terug naar Dallas om bij zijn vader te zijn, die overleed op 26 mei 1995. Gedurende deze tijd ontmoette Matthews Lon Dorsey, die sinds 1975 covers op Lou Rawls-muziek had gemaakt, voornamelijk in de nachtclub Plush Pup in Dallas, Texas. Dorsey en Matthews ontmoetten elkaar in Jeannette Brantley's Green Parrot 2 Club op Forest Avenue, waar Matthews keyboard en een van zijn arrangementen speelde. Toen Dorsey een bijna lege club binnenliep, merkte Matthews op hoe Dorsey op Lou Rawls leek, de twee werden meteen snelle vrienden en waren voor een bepaalde tijd onafscheidelijk. Dorsey reed met Matthews de hele stad door naar zijn afspraken, als zijn auto niet reed, liet zijn tanden bij de tandarts bewerken en verzorgde hem als zijn voeten zo opzwollen dat Matthews zijn schoenen niet kon dragen. Dit waren de dagen voorafgaand aan Matthews' dood. Dorsey nam Matthews mee naar Ron Ward, die burgemeester Pro Tem was geweest in Arlington (Texas), waar Ron ook Ron Ward Productions leidde en Dorsey's radioshow Life's Musical Moments produceerde, uitgezonden op KAAM 620 AM-radiostation, waar Big Al Dupree 19 weken te gast was. Matthews had Dorsey verteld dat hij liedjes voor hem ging schrijven, maar toen de drie bij elkaar kwamen, tot Dorsey's  verbazing, had Matthews aan Ward verteld dat hij een zangeres in gedachten had.
De laatste keer dat Dorsey en Matthews samen werden gezien, was toen Dorsey leadzanger was van Big Al Dupree in de Balcony Club in Dallas en het was de verjaardag van Big Al. Matthews speelde een kleine plastic flutafoon, die hij die avond bespeelde en het publiek verbaasde. Dat was zijn laatste optreden voordat hij overleed. Op een dag belde Jeannette Brantley Dorsey om te vragen of Matthews naar zijn kantoor was geweest waar deze vaak rondhing, omdat Matthews altijd in het restaurant at en hij al twee dagen niet was komen opdagen, en Dorsey zei 'nee', omdat hij en Matthews ruzie hadden gekregen over Matthews' driftbuien. Dus Jeannette ging naar Matthews' appartement aan Reiger Street in Dallas om hem daar dood aan te treffen, onderuitgezakt over zijn Royal typemachine. Hij overleed terwijl hij werkte aan een compositie van Duke Ellington, waar Ruth Ellington om had gevraagd. Onzy Matthews had een laatste reeks tournees en concerten in Europa en Dallas, met zijn eigen muziek en die van Duke Ellington in 1996-1997. Een interview door de Dallas Observer drie maanden voor zijn dood schetste zijn muzikale carrière. 

### Muzikale erfenis
In 2007 produceerde Michael Cuscuna een reeks opnamen voor Mosaic Records, waarin de muziek van Onzy Matthews' Capitol-opnamen werd gedocumenteerd. Deze set bevat de twee albums, die hij met zijn bigband uitbracht plus al het andere niet-uitgegeven materiaal dat Matthews met zijn band bij Capitol opnam. De eerste lp, het bossanova-project uit 1963, werd destijds niet op de markt gebracht, ondanks het feit dat het schrijven en spelen gelijk was aan alles wat er in die tijd gebeurde in de jazz- en popmuziek. Matthews bigbands namen veel meer op op lp's van andere artiesten dan onder zijn eigen naam. Hij was een veelgevraagd arrangeur voor talrijke zangers en de band had een niveau van succes, dat zich vertaalde in een zeer goede live "club date" band en "studio" orkest. Zijn muziek en zijn band kregen nooit een echte kans om op eigen benen te staan.
Hij was een belangrijk onderdeel van verschillende muzikale en culturele bewegingen aan de westkust in de jaren 1950 en 1960. Matthews maakte deel uit van het muziekcircuit van Central Avenue in de jaren 1950 en groeide muzikaal door interactie met belangrijke jazzmuzikanten, zoals Lionel Hampton, Dexter Gordon en Curtis Amy. Hij volgde ook een opleiding aan het Westlake College of Music bij grote componisten en arrangeurs zoals Bill Holman, Gary Peacock, Bob Cooper en Bob Graettinger. Matthews was raadselachtig en moeilijk aan te wijzen. In veel opzichten kreeg hij lang niet de eer die hij verdiende, in vergelijking met bigbandleiders of muzikale regisseurs zoals Oliver Nelson, Gerald Wilson of Harold Wheeler.

## Overlijden
Onzy Matthews overleed in november 1997 op 67-jarige leeftijd in zijn appartement in Dallas aan hartfalen, veroorzaakt door aderverkalking. 

## Discografie

### Als leader
- 1963: Non-stop Jazz Samba (Capitol Records)
- 1964: Blues With A Touch Of Elegance ((Capitol Records))
- 1964: Lefty Louie/Blues Non-Stop (7", Single) ((Capitol Records))
- 1966: Sounds For The '60s! ((Capitol Records))
- 2007: Onzy Matthews: Mosaic Select 29 (Mosaic Records)

### Als componist, arrangeur en/of dirigent
- 1956: Maurice Meunier & His Orchestra  Maurice Meunier (Barclay, Frankrijk)
- 1960: Memorial Album, Kenny Dorham (Xanadu)
- 1961: Meetin' Here, Curtis Amy (Pacific Jazz)
- 1962: Break Through, Clarence Shaw (Argo)
- 1962: Way Down, Curtis Amy (Pacific Jazz)
- 1962: Black and Blue, Lou Rawls (Capitol)
- 1963: Tobacco Road, Lou Rawls (Capitol)
- 1963: Judy Henske, Judy Henske (Elektra)
- 1964: Book of the Blues, Vol. 1, Richard 'Groove' Holmes (Pacific Jazz)
- 1964: Balanced for Broadcast: June 1964, Various artists (Capitol - promotional)
- 1965: Gettin' Around, Dexter Gordon (Blue Note)
- 1965: Country & Western meets Rhythm & Blues, Ray Charles (ABC-Paramount)
- 1965: The Sounds of Broadway/The Sounds of Hollywood, Curtis Amy (Palomar Records)
- 1966: Ray's Moods, Ray Charles (ABC-Paramount)
- 1966: Cryin' Time, Ray Charles (ABC-Paramount)
- 1966: A Bowl Of Soul, Richard 'Groove' Holmes (Pacific Jazz)
- 1970/1976: Confessin' the Blues, Esther Phillips (Atlantic)
- 1975: Mystic Voyage, Roy Ayers (Polydor)
- 1977: Jazz Is His Old Lady and My Old Man, Earl Hines (Catalyst Records)
- 1989: Music Is My Mistress Duke Ellington (Musicmasters)
- 1980: Landslide, Dexter Gordon (Blue Note)
- 1994: I'm Glad There Is You: A Tribute to Carmen McRae, Vanessa Rubin (RCA-Novus)
- 1996: Only God Can Make A Tree, Mercer Ellington (Musicmasters)

## Filmografie

### Televisie en film (acteur)
- 1965: Kraft Suspense Theatre: Connery's Hands
- 1966: Run for Your Life: In Search of April
- 1991: Dingo

- Bibliothèque nationale de France: cb17037488s (data)
- International Standard Name Identifier: 0000 0000 3345 2557
- Library of Congress Control Number: n91106804
- MusicBrainz: 7b102049-c246-4295-8f3d-5737e06a786d
- Virtual International Authority File: 41024428
- WorldCat: E39PBJkMHvX8K4q68g7pwJqhHC